# 辽源路街道
辽源路街道是中国山东省青岛市市北区下辖的一个街道。

## 行政区划
辽源路街道下辖南京路社区、东莞路社区、伊春二路社区、辽阳西路社区、佳木斯路社区、错埠岭社区。